# Wassja Stoimenowa
Wassja Stoimenowa (englische Transkription Vasya Stoimenova, bulgarisch Вася Стоименова; * 1. Januar 1991) ist eine bulgarische Biathletin.
Wassja Stoimenowa gab ihr internationales Debüt im Rahmen der Sommerbiathlon-Europameisterschaften 2008 in Bansko, wo sie mit vier Schießfehlern 15. des Sprints und mit elf Fehlern 13. des Massenstartrennens wurde. Weitere internationale Einsätze folgten in der Saison 2008/09 im IBU-Cup. Dort bestritt sie in Bansko bei einem Sprint ihr erstes Rennen und erreichte mit Rang 18 nicht nur sofort den Gewinn erster Punkte, sondern schaffte damit auch ihre bislang beste Platzierung im IBU-Cup.